# Gustaf Kolmodin (1893–1975)
Gustaf Adolf Kolmodin, född 17 januari 1893 i Bromma, Stockholms län, död 18 november 1975 i Oscars församling, Stockholm, var en svensk militär (överste).

## Biografi
Kolmodin blev fänrik vid Upplands regemente (I 8) 1917. Han blev kapten vid generalstaben 1930 och tjänstgjorde vid Älvsborgs regemente (I 15) 1935. Kolmodin var major vid generalstaben 1937, tjänstgjorde vid Gotlands infanteriregemente (I 18) 1940, blev överstelöjtnant 1941, tjänstgjorde vid försvarsstaben 1942 samt blev överste i reserven 1948. Därefter arbetade han som försäkringstjänstman 1949–1970.
Han var lärare vid Artilleri- och ingenjörhögskolan 1937 och chef för försvarsstabens personalvårdsavdelning 1942–1948. Kolmodin var ordförande i militära nykterhetskommissionen 1942 och vice ordförande i försvarsväsendets personalvårdsnämnd 1942–1948.
Gustaf Kolmodin var son till professorn Adolf Kolmodin och Nelly von Post samt bror till bland andra Johannes Kolmodin och Rudolf Kolmodin. Han gifte sig 1927 med farmacie kandidat Elsa Möller (1902–1985), dotter till apotekaren Carl Möller och Esther Almström. Kolmodin avled 1975 och gravsattes på Bromma kyrkogård.

## Utmärkelser
Kolmodins utmärkelser:
- Riddare av Svärdsorden (RSO)
- Riddare av Nordstjärneorden (RNO)
- Riddare av Vasaorden (RVO)